# Coccinia racemiflora
Coccinia racemiflora är en gurkväxtart som beskrevs av Keraudr.. Coccinia racemiflora ingår i släktet Coccinia, och familjen gurkväxter. Inga underarter finns listade i Catalogue of Life.